# Malacañan-Palast

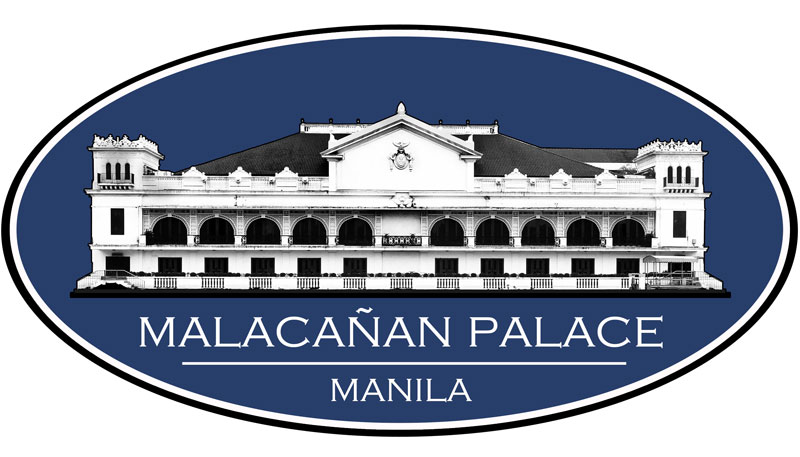
Logo des Malacañan-Palast

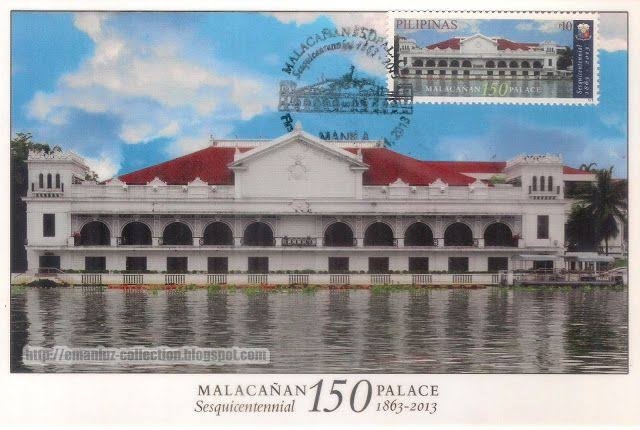
Der Palast auf einer offiziellen Postkarte und Briefmarke zum 150-jährigen Jubiläum (2013)

Der Malacañan-Palast (spanisch Palacio de Malacañán oder, wie er amtlich bezeichnet wird, der Malacañan Palace) ist die offizielle Residenz des Präsidenten der Philippinen. Der Palast liegt am nördlichen Ufer des Pasig Rivers in der Landeshauptstadt Manila. In der philippinischen Sprache wird er als Palasyo ng Malakanyang bezeichnet. Mit Malacañang-Palast bezieht man sich auf den offiziellen Wohn- und Amtssitz des Präsidenten. Die Kurzform Malacañang wird verwendet, wenn man Bezug auf das Büro des philippinischen Präsidenten nimmt bzw. sie ist im täglichen Jargon oder in den Medien gebräuchlich. Der Begriff „Malacañang“ ist dabei eine Metonymie, die generell das philippinische Präsidentenamt bezeichnet oder die allgemein für die Exekutive steht. Der Malacañang-Palast ist auf der Rückseite des aktuell gültigen 20-Peso-Scheins abgebildet.

## Etymologie
Der offiziellen Etymologie aus den 1930ern zufolge stammt der Name von der Phrase „May lakan diyan“ in der Sprache Tagalog, was so viel heißt, wie „dort befindet sich ein Edelmann“. Dies könnte daher rühren, dass es sich beim Malacañang-Palast einst um das Haus eines wohlhabenden spanischen Kaufmanns handelte, bevor es zur Residenz des jeweiligen Regierungsoberhauptes wurde. Die Spanier ihrerseits behaupten dagegen, der Name würde sich von den Mamalakaya herleiten, den Fischern, die früher ihre Netze in der Flussbiegung auslegten, in der heute der Palast steht. Eine weitere Quelle besagt, der Namen hätte seinen Ursprung in der Phrase „Ma-lakan-iyan“, die sich mit dem Satz „wo der Anführer oder das Oberhaupt residiert“ übersetzen lässt. Eine mehr alltägliche Behauptung besagt, der Palast bekam seinen Namen tatsächlich nur von der Straße, an der er sich befindet, der Calzada de Malacañang.
Woher auch immer der Name wirklich stammt, das Wort Malacañang selbst ist unstrittig philippinischen Ursprungs. Die spanische Sprache vermeidet „-ng“ im Auslaut. So machten die spanischen Kolonialherren „Malacañang“ zu „Malacañán“. Die Amerikaner, die die Philippinen von 1898 bis 1946 regierten, übernahmen diese Form des Namens, obwohl die englische Sprache „-ng“ am Wortende durchaus zulässt, was bis heute eine anerkannte englische Version des Palastnamens geblieben ist. Das entfallene „g“ am Ende des Namens wurde schließlich von der philippinischen Regierung während der Präsidentschaft von Ramon Magsaysay wieder in die Bezeichnung aufgenommen, um auf diese Weise die geschichtlichen Wurzeln des Palastes zu würdigen.

## Geschichte
Vor der Unabhängigkeit von Neuspanien wurden die Philippinen von einem spanischen Generalkapitän regiert, der, wie nachfolgend der Generalgouverneur der Philippinen, in Manila hinter den Mauern des Intramuros residierte, bis im Jahre 1869 ein Erdbeben den Palacio del Gobernador (Gouverneurspalast) vollständig zerstörte. Zu diesem Zeitpunkt war der Malacañang-Palast noch ein Sommerhaus, das ursprünglich im Jahre 1802 von dem spanischen Aristokraten Don Luis Rocha erbaut worden war. Anschließend wurde er von einer spanischen Amtsperson erworben und ging danach in den Besitz des Staates über. Zu dieser Zeit diente er vorübergehend als Residenz von Generalgouverneur Rafael de Echague y Berminghan, dem ehemaligen Gouverneur von Puerto Rico. Dieser war somit das erste spanische Kolonialoberhaupt, das den Malacañang-Palast bewohnte. Später wurde er zu einem kunstvoll ausgeschmückten spanischer Kolonialpalast ausgebaut, ausgestattet mit Bögen, Veranden, Balkonen, Fenstergittern und Schiebefenstern mit Scheiben aus Capiz-Muscheln.
Nach dem Spanisch-Amerikanischen Krieg kamen die Philippinen unter amerikanische Herrschaft und der Malacañang-Palast wurde zur Residenz des amerikanischen Generalgouverneurs. Im Jahre 1900 zog William Howard Taft als erster amerikanischer Zivilgouverneur in Malacañang ein. Der Palast wurde danach erweitert, indem die Generalgouverneure Francis Burton Harrison und Dwight Davis ein Exekutive-Gebäude anbauen ließen. Nach der Einrichtung des Commonwealth der Philippinen am 15. November 1935 wurde der Komplex von Manuel Quezon übernommen, der als erster philippinischen Präsident in dem Palast logierte. Insgesamt residierten in ihm bis dahin 18 spanische General- und 14 amerikanische Zivilgouverneure, bevor der Palast zu der offiziellen Residenz aller nachfolgenden philippinischen Präsidenten wurde.
Am 30. Dezember 1953 gab der damalige Präsident Ramon Magsaysay nach seiner Amtseinführung einen Executive Order aus, der die Bezeichnung des Palastes formal von „Malacañan Palace“ in „Malacañang: Residence of the President of the Philippines“ wandelte. Diese neue Nomenklatur setzte sich schnell fest und wurde beibehalten, bis sie während der Marcos-Administration informell wieder aufgegeben wurde. Während der Regierungsperiode von Corazon Aquino unterschied man aus historischen Gründen zwischen dem „Malacañan Palace“ als offizielle Residenz des Präsidenten und „Malacañang“ als Bezeichnung für das Büro des Präsidenten.
Bekanntheit erlangte der Palast als Wohn- und Amtssitz von Präsident Ferdinand Marcos und seiner Frau Imelda Marcos, die zwischen 1965 und 1986 die längste Zeit in dem Amtssitz verbrachten. Als Präsidentengattin überwachte die First Lady die Rekonstruktion des Palastes und ließ ihn nach ihrem eigenen extravaganten Geschmack ausschmücken. Nach den Studentenunruhen in den frühen 1970er Jahren, bei denen beinahe die Palasttore durchbrochen worden waren, erklärte Marcos den Ausnahmezustand über das Land und der Komplex wurde in der Folge für die Öffentlichkeit gesperrt. Nach dem Machtverlust von Ferdinand Marcos im Jahre 1986 durch die EDSA-Revolution wurde der Palastkomplex schließlich von der Bevölkerung gestürmt. Dies erlaubte den internationalen Medien über die Exzesse der Marcos-Familie zu berichten, zu deren bekanntesten Beispielen die berüchtigte, aus Tausenden von Exemplaren bestehende Schuhkollektion der Präsidentengattin gehörte.

## Aufbau des Komplexes
Heute besteht der Komplex des Malacañang-Palast zum einen aus der Bonifacio-Halle. Dieser Bau war zuvor das Hauptgästehaus, welches von Ferdinand Marcos Nachfolgerin Corazon Aquino als Büro und von Joseph Estrada als Residenz genutzt wurde. Daneben befindet sich die Kalayaan-Halle, das ehemalige Präsidentialamt, welches unter der amerikanischen Administration errichtet wurde. Weiterhin gehört dem Komplex die Mabini-Halle an, der einen Verwaltungsbau darstellt, sowie das neue Exekutivgebäude, welches von Präsidentin Aquino erbaut wurde. Angrenzend befinden sich auf dem Gelände weitere, kleinere Gebäude, die ebenfalls dem Palast zuzurechnen sind. Auf der gegenüberliegenden Flussseite liegt der Malacañang-Park, der neben der Gartenanlage ein Golfplatz, die Quartiere für die Palastwachen, wie auch das präsidiale Rasthaus (Bahay Pangarap) aus der Zeit des Commonwealths und eine Freizeithalle angehören.
Die Arbeitszimmer und die historischen Räume des Palastes stehen heute der Öffentlichkeit zur Besichtigung offen. Dies war in der Zeit von Marcos nicht der Fall, speziell während der Amtszeit von Ramon Magsaysay, als der Palast aufgrund der politischen Unruhen für das Publikum verschlossen und stark bewacht werden musste. Die Protestierenden versammelten sich zu dieser Zeit entlang der Mendiola Street, um in der Folge von dort aus ihrer Ablehnung gegen die Regierung Luft zu verschaffen.

## Die Arbeitszimmer des Präsidenten

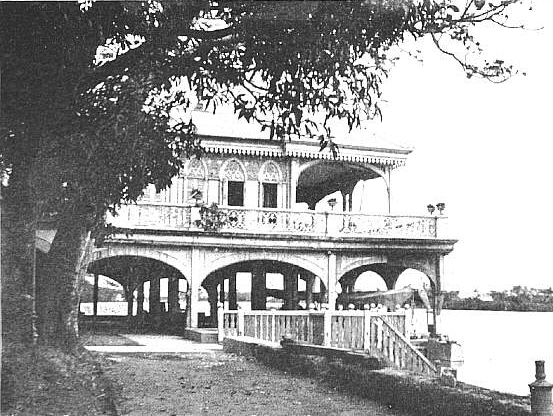
Der Malacañang-Palast im Jahre 1898.

Der Palast ist neben der Residenz auch das offizielle Büro des Präsidenten, ähnlich dem amerikanischen Oval Office im Weißen Haus. Die Büroräume befinden sich im zweiten Stock des Gebäudes während das ehemalige Präsidentenamt in der Kalayaan Hall in Quezon Room umbenannt wurde. Der Schreibtisch ist bereits seit der Zeit des philippinischen Commonwealth in Gebrauch, nachdem der offizielle Schreibtisch des damaligen amerikanischen Generalgouverneurs in die Vereinigten Staaten überführt worden war. Er wurde damit zuerst von Quezon und danach von allen weiteren philippinischen Präsidenten bis zu der Regierungszeit von Marcos verwendet, offiziell bis 1978, ehe dieser ihn in seinem privaten Arbeitszimmer unterbrachte. Während der Amtszeit von Präsident Fidel Ramos wurde er restaurierte und danach von Joseph Estrada verwendet, ehe er von Präsidentin Gloria Macapagal Arroyo erneut restauriert wurde.